# Helodes angusta
Helodes angusta är en skalbaggsart som beskrevs av Hatch. Helodes angusta ingår i släktet Helodes och familjen mjukbaggar. Inga underarter finns listade i Catalogue of Life.